# Monika Carlo
Monika Carlo, Monica Carlo, właśc. Monika Szygenda (ur. 11 marca 1911 w Spławiu, zm. ?) – polska aktorka i dziennikarka.

## Życiorys
Pochodziła z ubogiej małorolnej rodziny mieszkającej w Spławiu w powiecie konińskim. Była nieślubną córką Stanisławy z Majchrzaków Szygendy, uznaną przez jej męża Antoniego Szygendę. Chociaż sama twierdziła, że Monika Carlo to jej prawdziwe imię i nazwisko, był to wyłącznie pseudonim artystyczny.
W latach 1933–1934 publikowała w magazynie filmowym „Kino” pamiętnik W pogoni za filmem, w którym relacjonowała swoją podróż po Europie w celu zrealizowania marzenia o karierze filmowej. Pierwszy rozdział pamiętnika ukazał się 22 października 1933, ostatni, sześćdziesiąty 30 grudnia 1934. Magazyn „Kino” opisywał go jako „wyjątkowy reportaż, tchnący prawdą bez pozy”, „Gazeta Lwowska” określała go z kolei mianem „kapitalnego w swej prymitywności”. Publikację wspomnień Moniki Carlo planował również w 1935 wydawany w Stanach Zjednoczonych ilustrowany polonijny miesięcznik powieściowy „Jaskółka”.
Monika Carlo zadebiutowała jako aktorka pod koniec 1934 w filmie Czarna perła w roli dziewczyny w barze na Tahiti. Zagrała również między innymi rolę drugoplanową pokojówki Frani w Rapsodii Bałtyku oraz epizody w filmach Córka generała Pankratowa, Panienka z poste restante i ABC miłości. Jej portrety autorstwa Benedykta Jerzego Dorysa dwukrotnie pojawiły się na okładce magazynu filmowego „Kino”. Według relacji Józefy Radzymińskiej, we wrześniu 1939 mieszkała w Warszawie przy ulicy Idzikowskiego. W marcu 1946 wcielała się w rolę Balladyny w sztuce Balladyna w teatrze dla dzieci w Gdyni. Jej dalsze losy nie są znane.

## Filmografia
- 1934: Czarna perła – dziewczyna w barze na Tahiti
- 1934: Córka generała Pankratowa – towarzyszka oficera w restauracji
- 1935: Rapsodia Bałtyku – Frania, pokojówka Zatorskich
- 1935: Panienka z poste restante
- 1935: ABC miłości – Lulu, aktorka rewiowa
- 1936: Mały marynarz – policjantka

Źródło.